# نيك سبيد
نيك سبيد (بالإنجليزية: Nick Speed)‏ هو منتج أسطوانات وملحن أمريكي، ولد في 12 أغسطس 1980 في ديترويت في الولايات المتحدة.

## وصلات خارجية
- الموقع الرسمي
- نيك سبيد على موقع ميوزك برينز (الإنجليزية)
- نيك سبيد على موقع أول ميوزيك (الإنجليزية)
- نيك سبيد على موقع ديسكوغز (الإنجليزية)